# Zdeněk Procházka
Zdeněk Procházka (1928. január 12. – 2016. szeptember 24.) cseh labdarúgó-középpályás.
A csehszlovák válogatott tagjaként részt vett az 1954-es labdarúgó-világbajnokságon.